# Чемоданов Іван Іванович
Іван Іванович Чемоданов (рос. Чемоданов Иван Иванович; нар. (?) — пом. після 1657) — російський дипломат, стольник і переславський намісник, російський посол у Венеції.

## Біографія
Був сином Івана Чемоданова, постільничого за царя Михайла Федоровича. За участь в обороні Москви, в ході Польсько-московської війни в 1618 році був нагороджений вотчиною. У 1625—1644 роки неодноразово був риндой на прийомах іноземних послів. У кінці 1644 року був направлений воєводою в Усерд, в 1649—1651 роках був воєводою в Путивлі. Брав участь у Московсько-польській війні 1654—1667, був призначений намісником Переславля-Залєського.
У 1656 році Олексій Михайлович відправив його до Венеції зайняти у республіки грошей для війни з Польщею та Швецією. Пробувши там близько дев'яти тижнів, Чемоданов не виконав своє завдання, але зробив чимало цінних спостережень, які заніс у свій докладний і ґрунтовний «Статейний список». Не вдалася також і торгова місія Чемоданова: йому було відпущено для продажу сто пудів ревеню і сорок сороків соболів, але більша частина товару була зіпсована водою дорогою з Архангельська до Ліворно. Товар що залишився, був проданий за низькою ціною, а прибуток був витрачений на утримання самого посольства.
Після повернення з Венеції у 1657 році відомостей про подальшу службу Івана Чемоданова немає, рік смерті невідомий.